# ヤン・ウルリッヒ
ヤン・ウルリッヒ（Jan Ullrich、1973年12月2日 - ）は、ドイツのロストック出身の元自転車プロロードレース選手。1995年テレコムでプロデビュー。2006年引退。
ツール・ド・フランスでは総合優勝1回、2位5回を記録。さらにブエルタ・ア・エスパーニャ総合優勝1回、世界選手権個人タイムトライアル優勝2回、2000年シドニーオリンピックの個人ロードレース金メダルなど数々のタイトルを獲得したが、ドーピング疑惑により引退に追い込まれた。

## 経歴
幼少の頃からその優れた資質が認められ、 東ドイツのスポーツ育成システムによる教育を受け、1986年には東ベルリンのSCディナモ体育学校に進んだ。しかし1989年のベルリンの壁崩壊に伴う東西ドイツの統一によって学校は閉鎖されることが決定。これに伴いコーチのペーター・ベッカーに連れられハンブルクに移住。アマチュアチームに所属して自転車競技の経験を積んでいくことになる。
1993年にノルウェーのオスロで開かれた世界選手権でアマチュア部門の個人ロードレースで優勝。その他数々のレースでも活躍し、94年にプロに転向した。
しかし95年にドイツ選手権の個人タイムトライアルで優勝を果たしたこと以外は、特に目立った活躍はなく、プロ転向後から約1年半の間は大きな注目を集めることもなかった。 だが1996年に初参加したツール・ド・フランス第20ステージのタイムトライアルで優勝。総合でもチームメイトのビャルヌ・リースに次ぐ2位に入り、新人賞を獲得。周囲を驚かせた。
1997年のツール・ド・フランスではステージ2勝をあげ、23歳の若さでドイツ人としては初の総合優勝を果たしてマイヨ・ジョーヌを獲得（新人賞も同時獲得）。この偉業に対してフランスのスポーツ新聞・レキップ紙は « Voilà le Patron »（まさにボスそのもの）という言葉で賞賛。またドイツの「年間最優秀スポーツ人賞」にも選ばれた。この年にはHEWサイクラシックスでも優勝を果たしている。
1998年はドイツ選手権のロードレース部門で優勝し、ツール・ド・フランスにおいても中盤でトップに立ち2連覇が濃厚だと思われていたが、第15ステージのガリビエ峠で悪天候による寒波にもかかわらず防寒具を着用せずに下り坂での追撃を強行した上、補給食の摂取ミスでハンガーノックに陥ったことで急激にペースダウン。このチャンスを逃さずアタックをかけたマルコ・パンターニに逆転を許してしまい、総合では2位に甘んじてしまったが、最終的にはステージ3勝をあげて三年連続の新人賞を獲得する活躍を見せた。
1999年はシーズン半ばのドイツ・ツアーで落車して膝を負傷。これがたたって結局ツール・ド・フランスには出場できなかった。しかし終盤に出場したブエルタ・ア・エスパーニャではステージ2勝をあげて総合優勝を果たしたほか、世界選手権の個人タイムトライアルでも優勝してアルカンシエルを獲得した。
2000年のツール・ド・フランスでは1999年優勝者のランス・アームストロングとの対決が注目されたが、ランスの前に歯が立たず、総合2位となった。しかしシドニーオリンピックではその鬱憤を晴らすように、個人ロードレースで金メダル、個人タイムトライアルで銀メダルを獲得する大活躍を見せた。
翌2001年は ツール・ド・フランスでまたもランスの後塵を拝し総合2位。しかしドイツ選手権のロードレースで2度目の優勝を果たしたほか、世界選手権の個人タイムトライアルでも再び優勝し、世界有数のトップ選手であることを示した。
しかし2002年は1月に膝を故障し、満足にレースにも出られない状況が続き、5月に飲酒運転で器物損壊を犯した挙げ句、そのまま逃走し免停という不祥事を起こす。さらに6月にUCIの抜き打ちの薬物検査で血液からアンフェタミンが検出された ことで、6か月間の競技停止処分を受けてしまい、長年所属してきたチーム・テレコムからも契約解除という憂き目にあう。
2003年にやむを得ずチーム・コーストに加入したものの、ツール・ド・フランス直前に運営資金不足によってスポンサーのコーストが撤退し急遽ビアンキがスポンサーにかわるドタバタが起こるなど、不運が続いたが、この年は尻上がりに調子をあげ、第12ステージの個人タイムトライアルでライバルのランス・アームストロングに1分以上の差をつけて優勝。第14ステージ終了後には15秒差まで迫り、かつてないほどランスを追い詰めたが、第15ステージでランスに引き離され、またしても総合2位となった。
2004年はテレコムチームの後継である「T-モバイル」チームに復帰。ツール・ド・フランスに向けた調整のために参加したツール・ド・スイスで総合優勝し、「今年こそは」という期待を感じさせるも本番では、ランスはおろか総合2位に入ったチームメイトのアンドレアス・クレーデンにまで遅れをとり、過去最低の成績となる総合4位に終り、翌2005年のツール・ド・フランスでもランスに屈し、総合3位となった。
そして2006年はジロ・デ・イタリアで1勝。ツール・ド・スイスでも2回目の総合優勝を果たし、この年のジロ・デ・イタリア 総合優勝者のイヴァン・バッソとともにランス引退後のツール・ド・フランス優勝候補の最右翼として見られていた。しかし、この年に行われた大規模なドーピング摘発捜査「オペラシオン・プエルト」に関連してウルリッヒにもドーピング疑惑が浮上。スペイン警察の捜査の結果、ウルリッヒが疑惑の中心人物で血液ドーピングを行っていたとされるエウフェミアノ・フエンテス医師と接触していたという報告がなされた。
ウルリッヒはこれ以前に、所属していたT-モバイルにフエンテス医師とは無関係との誓約書を提出しており、これに違反したことを理由にツール・ド・フランス開幕前日の6月30日 にチームはウルリッヒの出走停止を発表。追い討ちをかけるように7月20日にはチームから解雇された。
以後は一貫してフエンテス医師と無関係であることを主張するも押収された血液パックに「ヤン」「ルディの息子」といったウルリッヒを連想させる文字が書かれていた、2007年4月に押収された血液パックのDNAが本人と一致したなど、次々と否定的な報道がなされ、ウルリッヒが所属するスイス自転車競技連盟がプロライセンス再発行を拒否。再三の申請にもかかわらず許可がおりず、チーム探しもできない状況が続いた。さらにドイツ・ツアーからは永久出場禁止を言い渡されるなどの追い討ちもあり、結局2007年2月26日にドイツのインターコンチネンタルホテルで記者会見を開いて、引退を表明。アマチュア時代から20年近くにわたる選手生活を終えた。
引退後はオーストリアのプロフェッショナルコンチネンタルチーム・フォルクスバンクのコンサルタント・代表に就任した。現在は自転車キャンプの運営、育毛シャンプーの販売促進を行っている。
2012年2月9日、スポーツ仲裁裁判所はフエンテス医師のもとで血液ドーピングに関わったとして、2005年5月以降の成績は無効であるとした。 これにより、2005年のツール・ド・スイス3位、ツール・ド・フランス3位、ドイツ・ツアー2位、2006年のツール・ド・スイス総合優勝などは取り消されることとなった。同日、自らの公式ホームページにおいて声明を発表し、フエンテスとの関係を認め、「大きな間違いであったことを知っている。非常に後悔している。」「全ての人々に心よりお詫びしたい」と謝罪を表明した。
2018年、スペイン・マジョルカ島でティル・シュヴァイガー宅へ侵入したほか、売春婦への暴行容疑を受け警察に相次いで拘束された。拘束後は、ドイツ・ビルト誌のインタビューに応え、アルコールと薬物（コカインやアンフェタミン）依存の治療を受けている中で状態が改善しつつあること、かつてのライバルの一人であるランス・アームストロングの訪問を受けたことを述べている。

## 人物
- 男三人兄弟の真ん中に生まれたが、両親は離婚しており、母親の手によって育てられた。2003年7月には、東ドイツ時代からのガールフレンドだったガービーとの間に長女サラマリアが誕生している。

- 現役時代は、シーズンオフになると太るということで常に批判の的になっていた。実際、シーズン開始直後には、顔に付いた脂肪がヘルメットからはみだしていたりと、ロードレーサーとは思えない体つきで登場することが多かった。[9]

## エピソード
- ツール・ド・フランスにおいて「2年連続で総合1、2、3位が全く同じ人物でなおかつ同じ順位」という珍しい記録を持っている。ちなみに1位はランス・アームストロング、2位はウルリッヒ、3位はホセバ・ベロキであった。

- ツール・ド・フランスでいつも2位だったことから、ウルリッヒはしばしば「万年2位」と呼ばれたレイモン・プリドールと比較されてきた。だがプリドールはツール・ド・フランスで優勝したことがないという違いがあり、それを考えればもっとも近い比較の対象はヨープ・ズートメルクが妥当だろう。彼はツールの優勝1回・準優勝6回であり、ウルリッヒよりも準優勝が1回多いだけである。

- トップクラスの選手としては珍しく、機材に関しては新し物好きであり、スポンサー契約外でホイールやサドルを使用する事も少なくなかった。山岳コースでは26インチホイールを装着した山岳専用バイクを投入したこともある。

## 所属チーム
- 1995 - 2002年 チーム・テレコム
- 2003年 チーム・コースト
- 2003年 チーム・ビアンキ ※スポンサー撤退・変更に伴う名称変更
- 2004 - 2006年 T-モバイル

## 主な成績

### グランツール
- ツール・ド・フランス通算7勝
- ジロ・デ・イタリア通算1勝
- ブエルタ・ア・エスパーニャ通算2勝

- ツール・ド・フランス総合優勝（1997年）
- ツール・ド・フランス新人賞（1996 - 1998年）
- ブエルタ・ア・エスパーニャ総合優勝（1999年）

- 1996年 ツール・ド・フランス1勝、総合2位
- 1997年 ツール・ド・フランス2勝
- 1998年 ツール・ド・フランス3勝、総合2位
- 1999年 ブエルタ・ア・エスパーニャ2勝
- 2000年 ツール・ド・フランス総合2位
- 2001年 ツール・ド・フランス総合2位
- 2003年 ツール・ド・フランス1勝、総合2位
- 2006年 ジロ・デ・イタリア1勝

### ステージレース
- ツール・ド・スイス 総合優勝（2004年、2006年）

### ワンデーレース
- オリンピック個人ロードレース金メダル（2000年・シドニー）
- オリンピック個人タイムトライアル銀メダル（2000年・シドニー）

- 世界選手権 エリート男子・個人タイムトライアル優勝（1999年、2001年）

- ドイツ選手権 個人ロードレース優勝（1997年、2001年）
- ドイツ選手権 個人タイムトライアル優勝（1995年）

- 1997年 HEWサイクラシックス優勝

※このほかアマチュア時代の1993年にも世界選手権のアマチュア個人ロードレース部門で優勝している

## 書籍
J・ウルリッヒ、H・ボスドルフ『ヤン・ウルリッヒ　僕のツール日記1997』未知谷、1998年　 ISBN 978-4915841651